# Guadalupe (Chihuahua)
Guadalupe é um município do estado de Chihuahua, no México.